# NGC 6189
NGC 6189 (również NGC 6191, PGC 58440 lub UGC 10442) – galaktyka spiralna z poprzeczką (SBc), znajdująca się w gwiazdozbiorze Smoka.
Odkrył ją Lewis A. Swift 3 sierpnia 1885 roku, a John Dreyer skatalogował ją jako NGC 6189. Prawdopodobnie tę samą galaktykę Swift zaobserwował też 6 lipca 1886 roku, jednak obliczona przez niego pozycja znacznie się różniła od tej z pierwszej obserwacji, dlatego Dreyer uznał, że to inny obiekt i skatalogował ją powtórnie jako NGC 6191. Ponieważ w pozycji tej nie ma żadnego obiektu, a w okolicy jest jeszcze kilka innych jasnych galaktyk, taka identyfikacja obiektu NGC 6191 nie jest jednak pewna.
W galaktyce NGC 6189 zaobserwowano supernową SN 2010gl.